# Spoorlijn Elmshorn - Bad Oldesloe
De spoorlijn Elmshorn - Bad Oldesloe is een Duitse spoorlijn van de AKN Eisenbahn (AKN) als spoorlijn 9120 onder beheer van DB Netze. 

## Geschiedenis
Het traject werd door de Elmshorn-Barmstedter Eisenbahn-AG (EBO) in fases geopend:
- 15 juli 1896: Elmshorn - Barmstedt
- 9 juli 1907: Barmstedt - Bad Oldesloe

Op 29 september 1973 werd het personenvervoer tussen Barmstedt en Bad Oldesloe stilgelegd.
Het trajectdeel tussen Blumendorf en Bad Oldesloe werd nog voor goederenvervoer gebruikt.

## Treindiensten

### AKN
De AKN Eisenbahn (AKN) verzorgt het personenvervoer op dit traject met RB treinen.

## Trajecten
| lijn | traject                                                                                                 | station en halte |
| ---- | --- | --- |
|      | (Hamburg Hauptbahnhof −) Hamburg-Eidelstedt - Quickborn - Kaltenkirchen - Neumünster (AKN-Stammstrecke) | (Hamburg Hauptbahnhof - Hamburg Dammtor - Sternschanze - Holstenstraße - Diebsteich - Langenfelde - Stellingen −) Eidelstedt - Eidelstedt Zentrum - Hörgensweg - Schnelsen - Burgwedel - Bönningstedt - Hasloh - Quickborn Süd - Quickborn - Ellerau - Tanneneck - Ulzburg Süd - Henstedt-Ulzburg - Kaltenkirchen Süd - Kaltenkirchen - Holstentherme - dodenhof - Nützen - Lentföhrden - Bad Bramstedt Kurhaus - Bad Bramstedt - Wiemersdorf - Großenaspe - Boostedt (- Neumünster Süd - Neumünster, buiten HVV gebied) |
|      | (Kaltenkirchen −) Ulzburg Süd - Norderstedt (Alsternordbahn)                                            | (Kaltenkirchen - Kaltenkirchen Süd - Henstedt-Ulzburg −) Ulzburg Süd - Meeschensee - Haslohfurth - Quickborner Straße - Friedrichsgabe - Moorbekhalle - Norderstedt Mitte |
|      | Elmshorn - Barmstedt - Henstedt-Ulzburg (westelijk deel voormalig EBOE)                                 | Elmshorn - Langenmoor - Sparrieshoop - Bokholt - Voßloch - Barmstedt Brunnenstraße - Barmstedt - Langeln - Alveslohe - Henstedt-Ulzburg - Ulzburg Süd |

## Aansluitingen
In de volgende plaatsen was of is er een aansluiting van de volgende spoorwegmaatschappijen:

### Elmshorn
- Hamburg-Altona - Kiel, spoorlijn tussen Hamburg-Altona en Kiel
- Marschbahn, spoorlijn tussen Elmshorn en Westerland (Sylt)

### Henstedt-Ulzburg
- Hamburg-Altona - Neumünster Süd, spoorlijn tussen Hamburg-Altona (later vanaf Eidelstedt) en Neumünster van de AKN
- Alsternordbahn, spoorlijn tussen Ochsenzoll (later vanaf Norderstedt Mitte) en Ulzburg Süd

### Bad Oldesloe
- Lübeck - Hamburg, spoorlijn tussen Lübeck en Hamburg
- Neumünster - Bad Oldesloe, spoorlijn tussen Neumünster en Bad Oldesloe
- Kaiserbahn, spoorlijn tussen Bad Oldesloe en Hagenow Land
- Schwarzenbek - Bad Oldesloe, spoorlijn tussen Schwarzenbek en Bad Oldesloe

## Galerij

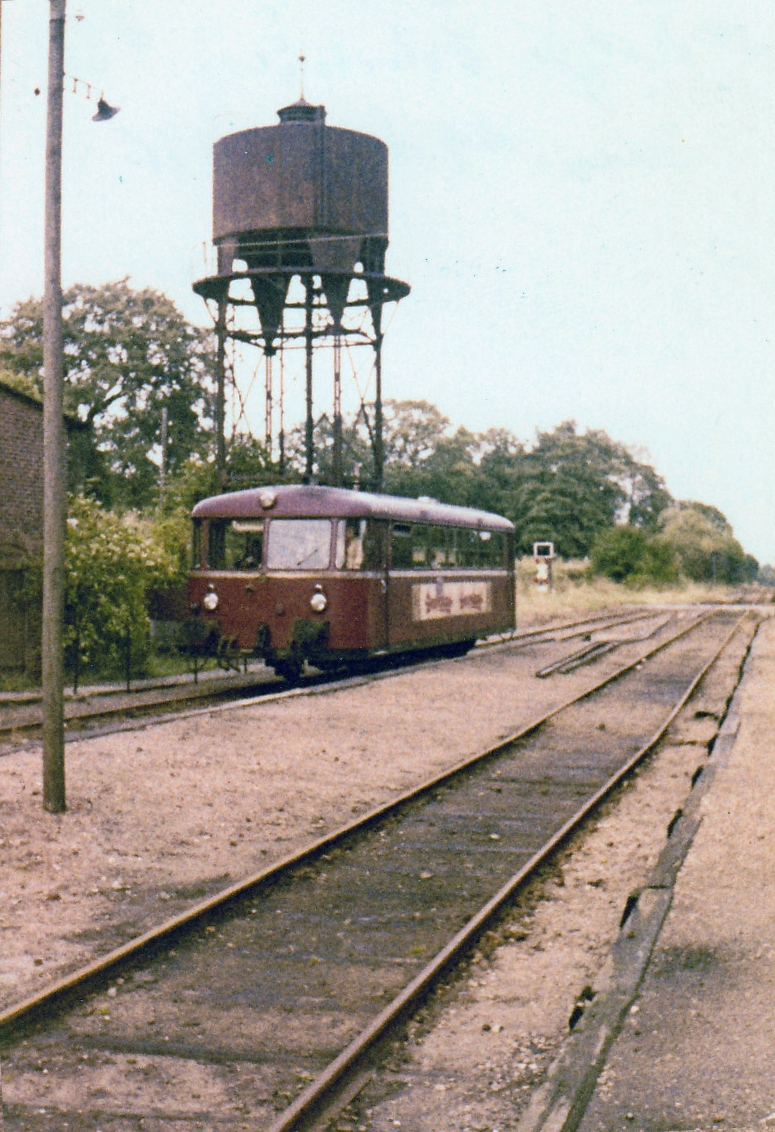
Laatste trein op 29 september 1973 te Wakendorf-Götzberg
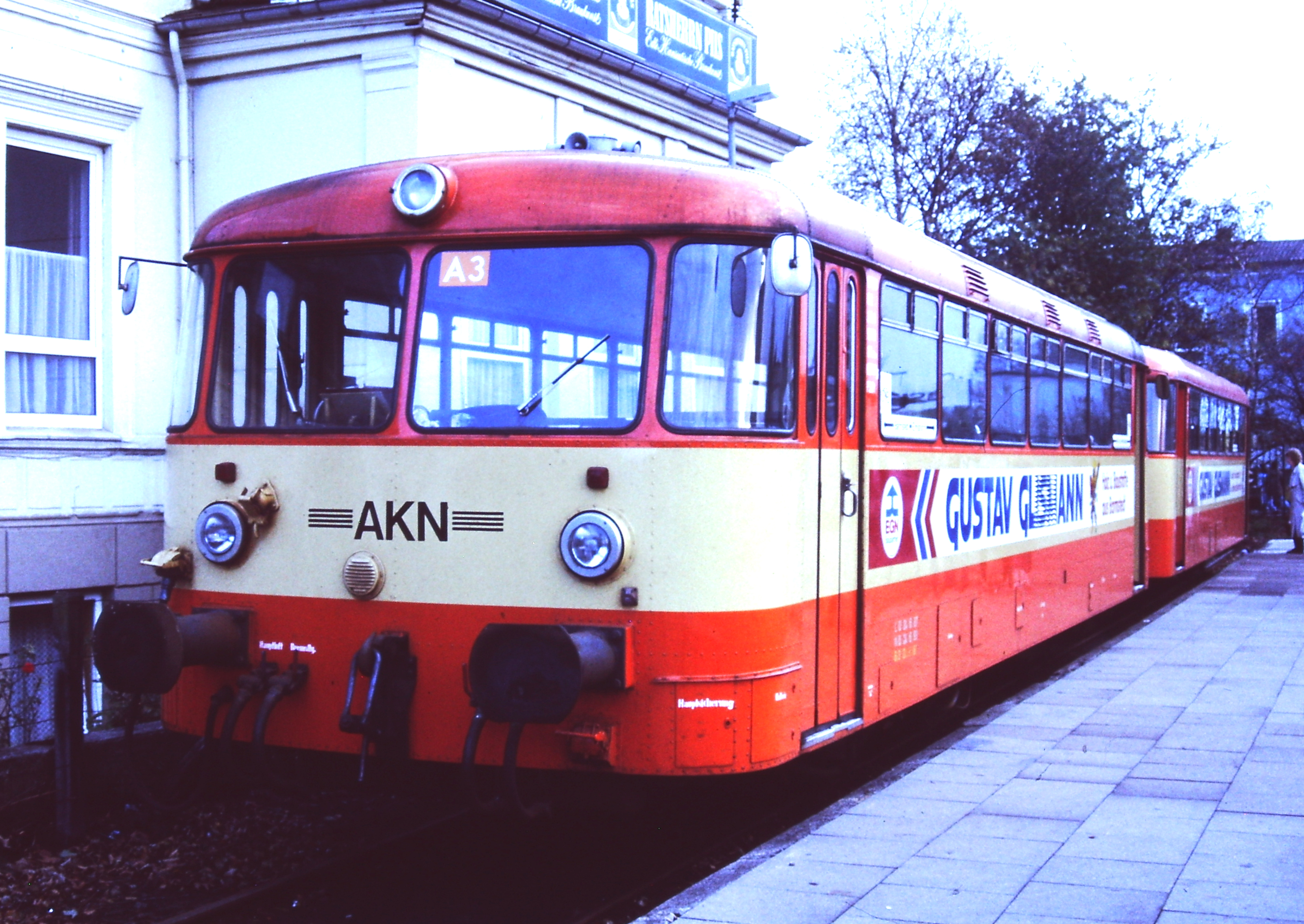
AKN treinstel van het type Uerdinger Railbus nr: VT 311 te Elmshorn